# La matassa
La matassa è un film del 2009 diretto da Giambattista Avellino, Salvatore Ficarra e Valentino Picone e interpretato da questi ultimi due.

## Trama
Gaetano e Paolo sono due cugini, che da bambini erano in ottimi rapporti e sono stati costretti ad allontanarsi a causa di un litigio all'età di 11 anni, per motivi d'interesse dei rispettivi padri, fratelli fra loro.
Paolo, decisamente ipocondriaco ed ossessionato dalla paura della morte, aiuta il padre nella gestione del loro albergo in Sicilia. Gaetano, assistito dalla moglie russa Olga, è titolare di un'agenzia che combina matrimoni per gli extracomunitari al fine di far ottenere loro la cittadinanza italiana. Anche Olga stessa, in realtà, ha sposato Gaetano solo per avere la cittadinanza italiana.
La storia dell'odio dei genitori prosegue con la morte del padre di Paolo: Gaetano, per errore, arriva al suo funerale, credendo che la chiesa nella quale era entrato fosse quella in cui si celebrava il matrimonio di una sua cliente russa con un vecchietto di nome Totò, per il quale, per mitigare l'ira dei fratelli della sposa, ormai arrabbiati perché stufi di rimandare il matrimonio, voleva offrirsi quale testimone. Costretto ad assistere al funerale dello zio, si ritrova ad essere inseguito, per l'ennesimo rinvio del matrimonio, dai russi, e per questo si rifugia nell'albergo del cugino Paolo. Quest'ultimo si convince che Gaetano sia "sbucato" all'evento funebre proprio per riappacificarsi dopo molti anni in cui i due non si erano parlati, ma non è così.
Il caso vuole che Gaetano ascolti la conversazione del cugino con il prete don Gino: Paolo si sta confessando in quanto crede di essere in punto di morte a seguito di una semplice influenza e dice che, se dovesse morire, donerebbe l'albergo che ha ereditato proprio a Gaetano. Gaetano decide allora di fargli credere di essere davvero in fin di vita, inserendo il suo nome all'interno di un quadro clinico decisamente infausto.
Una volta firmato l'atto di donazione, Gaetano torna sui suoi passi e ha un rimorso di coscienza: decide di confessare la finzione al cugino, ma è troppo tardi perché, ormai intenzionato al suicidio, Paolo viene a sapere tutto da Antonio, un socio d'affari di Gaetano. I due litigano e si allontanano nuovamente, proprio come successo ai loro padri, ma Paolo scopre successivamente il pentimento del cugino e i due si riappacificano.
Inoltre, mentre i russi sono ancora sulle tracce di Gaetano, vi sono alcuni mafiosi, guidati dal boss don Mimì, che pretendono che i due paghino il pizzo, minacciando di ucciderli se non pagheranno entro un limite fissato. Con l'aiuto della polizia, i due riescono a realizzare una brillante operazione, che si conclude con l'arresto del boss e dei suoi scagnozzi, e risolvono il problema con i russi con il matrimonio forzato fra Gaetano, che ha appena divorziato da Olga, e la sua cliente russa. Olga, invece, si ritrova socia di Antonio, che continua a farle la corte senza alcun risultato.

## Produzione
Il film è stato girato a Catania e a Paternò (cittadina in provincia di Catania, difatti nelle riprese esterne, l'ingresso dell'albergo presente nel film si trova nella piazza principale del paese). Il ponte che si vede in alcune scene è il ponte Papa Giovanni XXIII (ponte San Vito) di Ragusa.

## Curiosità
Nella scena dove Ficarra si imbatte in una chiesa dove si è celebrato un battesimo, il neonato è il suo secondogenito, Tommaso, e la mamma è interpretata dalla moglie, Rossella Leone. Anche il cane che si vede nelle ultime scene appartiene a lui.

## Distribuzione
Il film è stato distribuito al cinema il 13 marzo 2009.

## Accoglienza

### Incassi
Il film ha realizzato in Italia, nelle prime due settimane di programmazione, un incasso al botteghino di 5570000 € secondo i dati Cinetel. Nel totale in Italia ha incassato 7544357 €.